# 吕策卢斯
吕策卢斯（法語：Lutzelhouse，法語發音：[lytsəluz]）是法国下莱茵省的一个市镇，属于莫尔塞姆区。 

## 地理
吕策卢斯（48°31'12"N, 7°17'18"E）面积28.58 平方千米，位于法国大東部大區下莱茵省，该省份为法国大陆部分最东部的省份，是阿尔萨斯的一部分，今与上莱茵省组成了阿尔萨斯欧洲集体，其南至上莱茵省，西南接孚日省和默尔特-摩泽尔省，西接摩泽尔省，北与德国接壤，东侧沿莱茵河与德国相望。
与吕策卢斯接壤的市镇（或旧市镇、城区）包括：阿布雷什维莱尔、圣基兰、瓦尔沙伊德、布吕克河畔米尔巴克、奥伯拉斯拉克、于尔马特、维什。
吕策卢斯的时区为UTC+01:00、UTC+02:00（夏令时）。

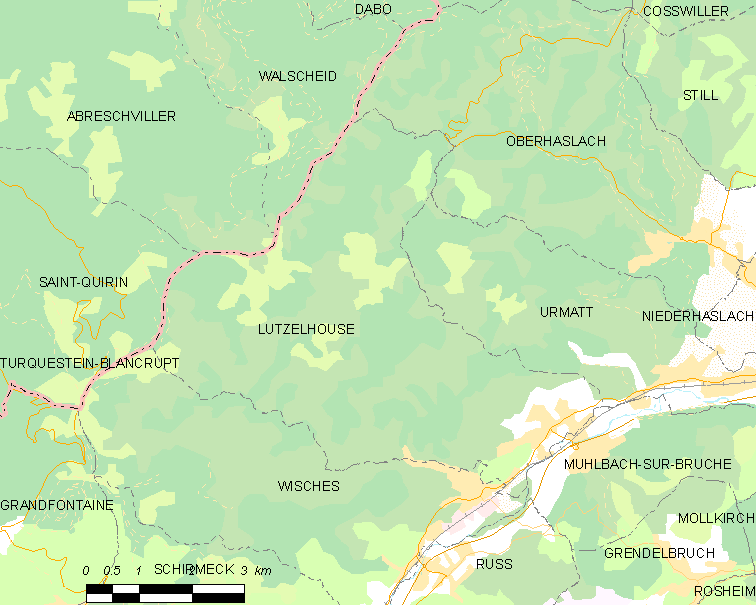
吕策卢斯的OSM定位图

## 行政
吕策卢斯的邮政编码为67130，INSEE市镇编码为67276。

## 政治
吕策卢斯所属的省级选区为米齐格县。

## 人口

1962-2008年间吕策卢斯人口变化图示

吕策卢斯于2022年1月1日时的人口数量为1921人。